# Comuna Bahate, Bilohirsk
Bahate (în ucraineană Багате) este o comună în raionul Bilohirsk, Republica Autonomă Crimeea, Ucraina, formată din satele Bahate (reședința), Ceremîsivka, Horlînka, Krasna Sloboda, Melehove, Povorotne și Ruske.

## Demografie
Componența lingvistică a comunei Bahate
     Rusă (51,33%)
     Tătară crimeeană (40,19%)
     Ucraineană (7,5%)
     Alte limbi (0,3%)
Conform recensământului din 2001, majoritatea populației comunei Bahate era vorbitoare de rusă (51,33%), existând în minoritate și vorbitori de tătară crimeeană (40,19%) și ucraineană (7,5%).